# 柳家平和 (2代目)
二代目 柳家 平和（やなぎや へいわ、1990年6月13日 - ）は、埼玉県鳩ヶ谷市（現在の川口市）出身の落語家。本名∶菅野 兆司。落語協会所属の真打。紋は、鈴、八つ矢車。出囃子は『夫婦万歳』。

## 経歴
2007年4月、柳家獅堂に高校在学中に入門。2009年3月、埼玉県立川口高等学校を卒業し、7月上席より前座となる。前座名は「柳家いっぽん」。
2013年11月上席より二ツ目昇進し、大師匠十代目鈴々舎馬風の前名二代「柳家かゑる」を襲名。2015年2月、川口市観光大使に任命。2019年7月下席より、六代目柳家小さん門下に移籍。
2023年9月下席より、林家まめ平、柳家さん光改メ柳家福多楼、林家木りん改メ林家希林と共に真打に昇進、同時に二代目柳家平和を襲名。
2025年8月5日の自身のX投稿で、同年12月20日より大阪に活動拠点を移すことを発表した（引き続き落語協会にも在籍し、関東圏の仕事も継続する）。

## 芸歴
- 2007年4月 - 柳家獅堂に入門。
- 2009年7月 - 前座となる、前座名は「いっぽん」。
- 2013年11月 - 二ツ目昇進、「二代柳家かゑる」を襲名。
- 2019年7月 - 六代目柳家小さん門下に移籍。
- 2023年9月 - 真打昇進[2]、「二代目柳家平和」を襲名。

## 受賞歴
- 2022年 第1回プリモ芸術コンクール落語部門グランプリ[7]

## 人物
- 幼少期からお笑いにハマりパイレーツやまえだまえだに憧れて芸人を志す。
- 初恋の相手は篠原ともえ。
- 母校の川口市立南中学校の先輩には演出家の蜷川幸雄、同じく落語家の古今亭志ん駒がいる。またいないいないばあっ! の2代目のおねえさんであるりなちゃん（斉藤里奈）とは同級生で同じ陸上部に所属していた。
- 前座名「いっぽん」は講道館柔道有段者だった事に由来するもので、入門時の師匠である柳家獅堂の「しどう(指導)」ともかかっている。
- 高校時代は柔道部に所属しており在学中に参段を取得した。自身の出身である川口市の大会では年齢体重無差別で優勝している。
- イメージカラーは緑。
- 大型自動二輪免許を取得している。愛車は155ccのヤマハ・エアロックス。免許取得時はホンダ・フォルツァに乗っていた。
- 2015年に行われたJRのウルトラマンスタンプラリーを初日に制覇し最初にゴールした記録を持つ。
- 林家ぺーと親交が深く、赤羽馬鹿祭ではパレードのオープンカーに毎年同乗している。付き人として取材を受け月曜から夜ふかしに出演した。
- 27歳の誕生日にチャレンジメニューで有名な神楽坂飯店のジャンボ餃子に挑戦したが、惜しくも残り1割ほどでギブアップをした。この模様は柳家花飛のツイキャスにて配信された。
- 地元鳩ヶ谷で年に三度の独演会を行なっている。寄席芸人よりも吉本興業所属のお笑い芸人をゲストとして招くことが多い。
- 大阪に遠征することが多く、同期会をしている桂優々や桂團治郎以外では、月亭天使や桂恩狸と交流があり度々二人会を行なっている。
- 好きな食べ物はお弁当、嫌いな食べ物はフルーツ。お弁当にフルーツが入っていた場合、フルーツは食べない。
- 2019年8月に噺家の仲間の柳家花飛、金原亭馬久、三遊亭ふう丈、入舟辰乃助と富士登山に挑戦した。
- 得意料理はカレー。
- 氣志團が好きでオフィシャルファンクラブの私立戸塚水産高校にも入会している。結婚披露宴ではメンバーからのお祝いメッセージが流れた。2023年7月29日に池袋演芸場で行われた『柳家かゑる独演会〜埼玉の大巨人VS多摩の大巨人〜』は、実際に氣志團メンバーである西園寺 瞳をゲストに招いての公演となった。
- 特技は落語家ものまね。レパートリーは橘家圓蔵、桂文生、桂南喬、金原亭馬生などベテランから柳家喬之助、金原亭小馬生といった若手まで幅広い。また林家ぺーや神田伯山など落語家以外のものまねも得意とする。clubhouseやヨネスケのYouTubeチャンネル[8]でも伯山のものまねを披露した際に水道橋博士やヨネスケからそれぞれ絶賛されたが、伯山本人からは公認を得られていない。
- 2022年7月25日から9月1日までの夏休み期間、日本中の子ども達に落語を届けたいと『怪談噺の会』と称してバイクで本州を回りながら各県のお寺で子ども向けの落語会をするツアーを敢行。途中、兵庫県尼崎市にある道心寺のみ中止となったが他全ての公演を予定通りに回り終えた。
- その続編として2024年8月2日から8月9日で九州全県もバイクで回り公演を行った。
- 自他共に認める大食漢でツアー中に訪れた盛岡の東家ではわんこそばを210杯完食。
- 2023年の鈴本演芸場の二之席（1月11日〜1月20日の公演）の出演時、鏡を見ながら髪の毛をセットしていた際「あれ、ちょっとハゲてきてね？」と言ったところ、その時楽屋にいた春風亭いっ休と柳家小じかから「まだハゲてません！」と突っ込まれた。
- 姉は川口市議会議員（2023年～）の菅野静華[9]。
- 自身が真打に昇進する2023年秋落語協会真打昇進披露のチラシ・ポスターの写真のポーズをネットミームの「チャリで来た」「Reaction Guys」のオマージュにすることを発案。出来上がった画像はツイッター上で話題となった[10]。

## 出演作品

### テレビ番組
- 業界トップニュース ※柳家いっぽん時代
- ミッドナイト寄席 ※柳家かゑる時代
- おはよう！島テレビ ※柳家かゑる時代
- 月曜から夜ふかし ※柳家かゑる時代
- 笑点

### テレビドラマ
- ドン★キホーテ（2011年7月 - 9月、日本テレビ） - 鰯原組舎弟 役　※柳家いっぽん時代
- 家政夫のミタゾノ（2018年）※柳家かゑる時代

### ラジオ
- ケロケロウェーブ (2016年7月 - 2019年3月、FMコミュニティ川口、レギュラー)
- 録りダメ (2019年4月 - 8月、FMコミュニティ川口、レギュラー)

### テレビCM
- 麻生グループ「カタとやわ編」 （2023年）

### ウェブ番組
- スマホ寄席 （2013年） ※柳家いっぽん時代